# Détecteur de radar routier
Ne doit pas être confondu avec Avertisseur de radar.

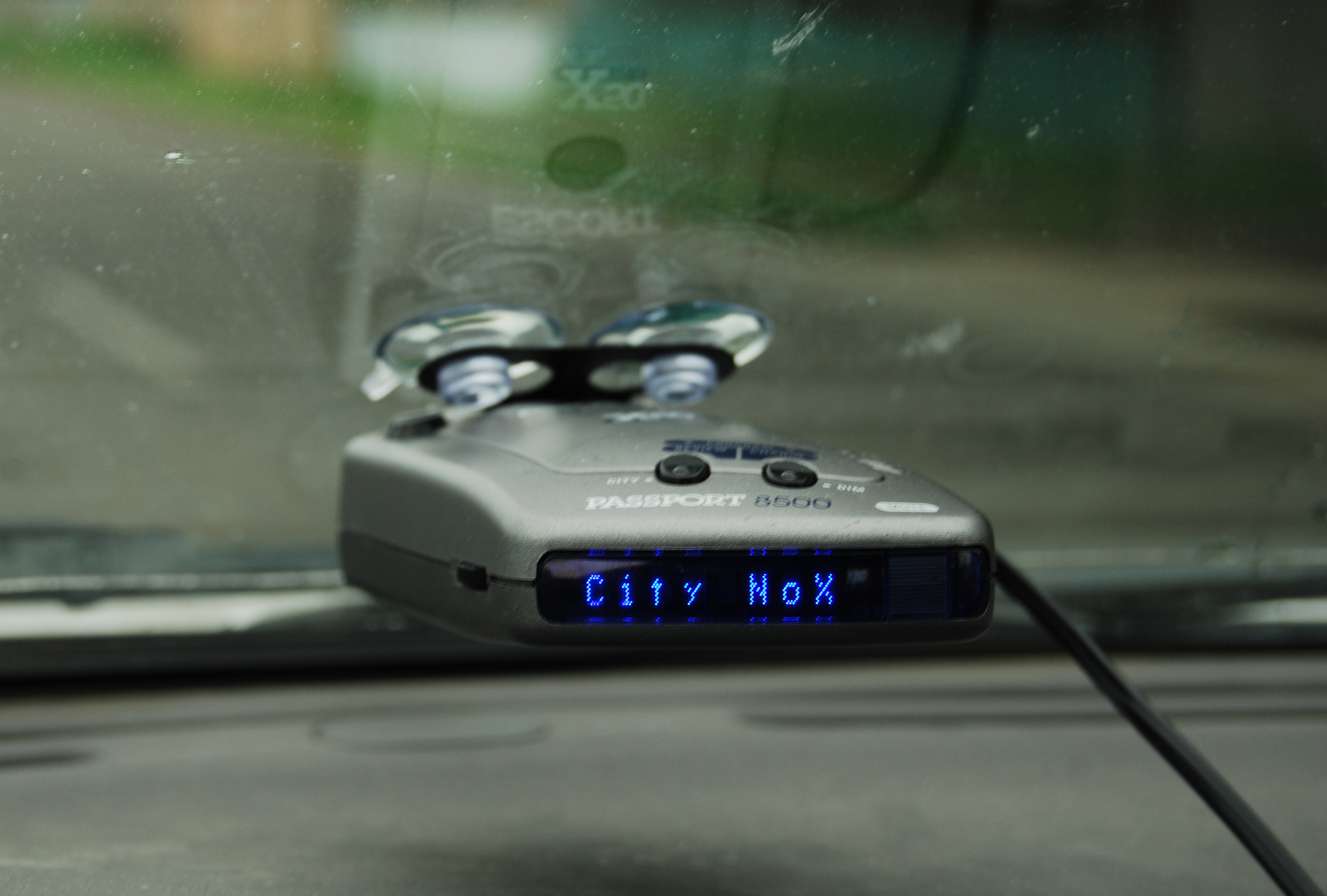
Passport x50 Radar/Laser detector (Canada).

Les détecteurs de radars sont des dispositifs permettant de repérer la présence des radars mobiles, embusqués ou fixes en détectant les ondes électromagnétiques que ces derniers émettent. 
Leur détention, leur utilisation et leur vente sont strictement interdites dans la plupart des pays. 

## Description
Les détecteurs se présentent généralement sous forme de boîtier muni d'un capteur discrètement installé à l'avant du véhicule. On peut cependant les trouver en vente sur Internet.
Basés sur la détection d'une fréquence unique, les détecteurs deviennent moins performants avec les nouveaux radars à balayage de fréquence et avec les radars laser.

## Législation
Le mardi 27 septembre 2011, en Europe, le parlement européen réuni à Strasbourg pour harmoniser et faire appliquer la législation routière s'oppose notamment aux détecteurs de radar.

« le parlement européen (...) exhorte à interdire, au niveau européen, la fabrication, l'importation et la commercialisation de systèmes prévenant les automobilistes d'un contrôle routier (notamment détecteurs de radar et brouilleurs de laser ou systèmes de navigation embarquant un avertisseur de contrôle routier) »

— Résolution du Parlement européen du 27 septembre 2011,
.

## Quantité identifiée en France
En France, selon les données de la Gendarmerie, 458 conducteurs ont été trouvés en 2005 en possession d'un détecteur de radar, 411 pour l'année 2006, mais 571 pour les onze premiers mois de 2007.